# Rodbina Bernadotte
Hiša Bernadotte je trenutna kraljeva hiša Švedske, ki vlada od leta 1818. Med letoma 1818 in 1905 je bila to tudi kraljeva hiša Norveške. Njenega ustanovitelja Karel XIV. Janez Švedski (rojen Jean Bernadotte) je posvojil Karel XIII. Švedski, ki je pripadal hiši Holstein-Gottorp, ki je izumrla.

## Zgodovina
Po vojni na Finskem leta 1809 je Švedska izgubila posest na Finskem, ki je stoletja predstavljala vzhodno polovico Švedskega kraljestva. Državni udor je povzročilo nezadovoljstvo proti kralju Gustavu IV. Adolfu. Gustav IV. Adolf (in njegov sin Gustav) je bil odstavljen in njegov stric Karel XIII. je bil izvoljen za kralja namesto njega. Vendar pa je bil Karel XIII. star 61 let in prezgodnje senilen. Prav tako je bil brez otrok; en otrok je bil mrtvorojen in drug je umrl manj kot en teden kasneje. Bilo je očitno skoraj takoj, ko je Karel XIII. zasedel prestol, da bi švedska hiša Hiši Holstein-Gottorp umrla z njim. Leta 1810 je švedski parlament Riksdag (švedsko Ståndsriksdagen) izvolil danskega princa princa Kristjana Avgusta Augustenborškega za prestolonaslednika. Preimenoval se je v Karla Avgusta, vendar je umrl kasneje istega leta.
V tem času je cesar Napoleon I. Francoski nadzoroval velik del celinske Evrope in nekaj zavezniških kraljestev, ki so bili pod vodstvom njegovih bratov. Riksdag se je odločili, da izberejo kralja, ki bi ga Napoleon odobril. 21. avgusta 1810 je Riksdag izvolil Jean-Baptista Bernadotta, maršala Francije, kot dediča na švedski prestol.
Bernadotte se je rodil v mestu Pau v provinci Béarn v Franciji in se je v času francoske revolucije postal general. Leta 1798 se je poročil z Désirée Clary, katere sestra je bila poročena z Jožefom, Napoleonovim starejšim bratom. Leta 1804 je Napoleon Bernadotta povišal v francoskega maršala. Napoleon mu je tudi podelil naziv "princ Pontecorva".
Kot kronski princ Švedske je prevzel ime Karel Janez (švedsko Karl Johan) in deloval kot regent za preostanek vladavine Karla XIII.. Leta 1813 je prelomil zavezništvo z Napoleonom in vodil Švedsko v proti-Napoleonsko zavezništvo. Ko je Kielski sporazum podaril Norveško Švedski, se je Norveška upirala in razglasila neodvisnost, kar je sprožilo kratko vojno med Švedsko in Norveško. Vojna se je končala, ko je Bernadotte prepričal Norveško, da slednja vstopi v unijo s Švedsko. Namesto da bi bila zgolj švedska provinca, je Norveška ostala neodvisno kraljestvo, čeprav je imela skupnega kralja in zunanjo politiko. Bernadotte je od 5. februarja 1818 in do svoje smrti 8. marca 1844 vladal kot Karel XIV. Janez Švedski in Karel III. Janez Norveški.
Hiša Bernadotte je vladala v obeh državah do konca zveze med Norveško in Švedsko leta 1905. Princ Karel Danski je bil izvoljen kot kralj Haakon VII. Norveški. Karel je bil vnuk kralja Karla XV. Švedskega in prapravnuk Karla XIV. Janeza.
Grb hiše Bernadotte je kombiniran iz grba hiše Vasa (desni grb) in grba Bernadotta kot princa Pontecorva (levi grb). Viden je kot ščit v grbu kraljestva.

## Kralji Švedske
| Ime               | Slika | Življenje                              | Vladanje                              | Opombe                                                                  |
| ----------------- | ----- | -------------------------------------- | ------------------------------------- | ----------------------------------------------------------------------- |
| Karel XIV. Janez  |       | 26. januar 1763 - 8. marec 1844        | 5. februar 1818 - 8. marec 1844       | francoski maršal                                                        |
| Oskar I.          |       | 4. julij 1799 - 8. julij 1859          | 8. marec 1844 - 8. julij 1859         | sin kralja Karla XIV. Janeza                                            |
| Karel XV.         |       | 3. maj 1826 - 18. september 1872       | 8. julij 1859 - 18. september 1872    | sin kralja Oskarja I.                                                   |
| Oskar II.         |       | 21. januar 1829 - 8. december 1907     | 18. september 1872 - 8. december 1907 | sin kralja Oskarja I. brat kralja Karla XV.                             |
| Gustav V.         |       | 16. junij 1858 - 29. oktober 1950      | 8. december 1907 - 29. oktober 1950   | sin kralja Oskarja II.                                                  |
| Gustav VI. Adolf  |       | 11. november 1882 - 15. september 1973 | 29. oktober 1950 - 15. september 1973 | sin kralja Gustava V.                                                   |
| Karel XVI. Gustav |       | 30. april 1946 -                       | 15. september 1973 -                  | sin princa Gustava Adolfa, najstarejšega sina kralja Gustava VI. Adolfa |

## Kralji Norveške
| Ime              | Slika | Življenje                          | Vladanje                           | Opombe                                      |
| ---------------- | ----- | ---------------------------------- | ---------------------------------- | ------------------------------------------- |
| Karel XIV. Janez |       | 26. januar 1763 - 8. marec 1844    | 5. februar 1818 - 8. marec 1844    | francoski maršal                            |
| Oskar I.         |       | 4. julij 1799 - 8. julij 1859      | 8. marec 1844 - 8. julij 1859      | sin kralja Karla XIV. Janeza                |
| Karel XV.        |       | 3. maj 1826 - 18. september 1872   | 8. julij 1859 - 18. september 1872 | sin kralja Oskarja I.                       |
| Oskar II.        |       | 21. januar 1829 - 8. december 1907 | 18. september 1872 - 7. junij 1905 | sin kralja Oskarja I. brat kralja Karla XV. |